# Drimiopsis atropurpurea
Drimiopsis atropurpurea är en sparrisväxtart som beskrevs av Nicholas Edward Brown. Drimiopsis atropurpurea ingår i släktet Drimiopsis och familjen sparrisväxter. Inga underarter finns listade i Catalogue of Life.